# Spongiophonus pustulosus
Spongiophonidae, Spongiophonus
Famille
Genre
Espèce
Spongiophonus pustulosus, unique représentant du genre Spongiophonus et de la famille des Spongiophonidae, est une espèce fossile de scorpions.

## Distribution
Cette espèce a été découverte à Bromsgrove en Angleterre. Elle date du Trias.

## Publications originales
- Wills, 1947 : A monograph of the British Triassic scorpions. The Palaeontographical Society, London, p. 1-137.
- Kjellesvig-Waering, 1986 : « A restudy of the fossil Scorpionida of the world. » Palaeontographica Americana, vol. 55, p. 5-287.